# FIFA 23
FIFA 23 este un joc video de simulare a fotbalului ca parte a seriei FIFA Electronic Arts. Jocul a fost lansat pe 30 septembrie 2022 pentru PlayStation 4, PlayStation 5, Xbox One, Xbox Series X/S, Nintendo Switch și Microsoft Windows.
Kylian Mbappé este sportivul de copertă pentru edițiile standard și legacy. Mbappé împărtășește coperta ediției finale cu Sam Kerr.